# الجامعة الوطنية لتكنولوجيا الأغذية
الجامعة الوطنية لتكنولوجيا الأغذية مؤسسة تعليم عالي أوكرانية، (بالأوكرانية: Націона́льний університе́т харчови́х техноло́гій) هي جامعة تقع في كييف عاصمة أوكرانيا. أُسِّسَت هذه الجامعة في سنة 1884.